# Потапов, Владимир Алексеевич
 Владимир Алексеевич Потапов   (1 мая 1932, хут. Красный Октябрь, Ростовская область, СССР — 20 декабря 2004, пос. Весëлый, Ростовская область, Россия) — русский советский писатель, прозаик, публицист. Член Союза писателей России (1992).

## Биография
Владимир Алексеевич Потапов родился 1 мая 1932 года в хуторе Красный Октябрь Ростовской области в крестьянской семье. Писать начал в тринадцать лет. Его первые стихи печатали в школьной стенгазете. За сочинение о корабле под названием «СССР», «ведущем за собой все народы мира» и стихотворение, написанное совместно с двумя одноклассниками, был арестован. Авторов обвинили в создании и участии в антисоветской молодежной организации «Триумвират», направленной на «свержение советского строя в СССР». Каждому из них дали срок в 10 лет. Так Владимир в четырнадцать лет, в феврале 1947 года за свои стихи попал в ГУЛАГ, где работал на строительстве Волго-Донского канала. Освобожден летом 1953 года.
После освобождения проходил службу в железнодорожных войсках в Сибири. Окончил вечернюю школу. Работал печником,  нормировщиком, в 1957—1962 годах — корреспондентом в районной газете, инженером Веселовской передвижной механизированной колонны (1963—1982), начальником штаба гражданской обороны (1982—1991). В 1967 году заочно окончил Литературный институт. 
Последние годы Владимир Алексеевич жил в поселке Весёлом Ростовской области. Скончался 20 декабря 2004 года.

## Творчество
Первое стихотворение опубликовал 9 мая 1945 года. Автор книг: Пылающие алтари, Факел гонца, Радуги над пашней, Песня странника и др. О лагерном периоде жизни написал повесть «Куда ж нам плыть?», которая  была опубликована 1992 году в журнале «Дон». После выхода исторического романа «Факел гонца» был принят в члены Союза писателей России (1992).
Около 50 лет В. А. Потапов отдал написанию произведения «Песня странника», которое стало главной книгой в его творчестве. Роман «Песня странника» был издан в 2000 году в Ростове-на-Дону в издательстве «Книга».
Печатался в журналах «Дон», «Смена», «Крестьянин», «Уральский следопыт», в коллективных сборниках. Был ответственным секретарём при работе над  «Книгой Памяти» Весёловского района Ростовской области.

## Труды
Отдельными книгами изданы следующие произведения писателя:
- Пылающие алтари. Историческая повесть. –  Ростов /Д., 1979.
- Радуги над пашней. Записки мелиоратора. – Ростов /Д., 1982.
- Факел гонца. Исторический роман. – Ростов /Д., 1990.
- Набег. Рассказы. – Ростов /Д., 1998.
- Песня странника. Роман. – Ростов /Д., 2000.

### Публикации в сборниках и журналах
- Огнев курган: О комендоре крейсера «Аврора» Е. Огневе // Смена. – 1966. - № 14. – С. 10-11.
- Русская женщина // Крестьянка. – 1968. - № 5. – С. 14-15.
- Комендор с «Авроры» // Уральский следопыт. – 1969. - № 2. – С. 4-7.
- У крутого яра // У крутого яра. Сборник. – Ростов/Д., 1970. - С. 44-50.
- У крутого яра // Горн. Сборник. – Ростов/Д., 1972. - С. 70-75.
- Крутые ступени. Очерк // Что с поля нажито. Слово писателей Дона о жизни современного села. – Ростов/Д., 1979. – С. 137-152.
- Куда ж нам плыть? // Дон. – 1992. -  № 2.
- Были старого тополя. Притча о царе Соломоне // Дон. – 1995. – № 8-9. – С. 80-90.
- Донские горизонты. Сборник. –  Ростов / Д., 1995. – С. 184-201.
- Очерки зоны. Сборник. – Ростов /Д., 1997. – С. 49-55.
- Там, у Маныча… Стихи и проза. – Ростов /Д., 1997. – С. 16-23.
- Набег. Рассказы // Дон. – 1998. - № 10. – С. 184-196.

### Публикации в периодике
- Волкодёров: Записки мелиоратора // Светлый путь. - 1978. - №№ 44-47, 49, 52, 53, 55, 56.
- Отчего гудит солёный Маныч?: Записки мелиоратора // Светлый путь. - 1978. - №№ 71-74.
- Бабушка с Тавричанского: Записки мелиоратора // Светлый путь. - 1978. - №№ 78-82.
- Горицвет: Записки мелиоратора // Светлый путь. - 1978. - №№ 94-98, 104, 105.
- И ни мгновенья передышки: Записки мелиоратора // Светлый путь. - 1978. - №№ 139-145.
- В пору освобождения // Зори Маныча. - 1988. - 1 окт. - С. 4.
- Кpасный хутоp: К 111-й годовщине со дня pождения Б.М. Думенко // Весёловский вестник. - 1999. - 16 июля. - С.6.
- Пеpвая любовь: Рассказ // Весёловский вестник. - 1999. - 13 авг. - С.6.
- Снежинки: Стихи // Весёловский вестник. - 1999. - 3 дек. - С.6.
- У крутого яра: Рассказ // Весёловский вестник. - 2000. - 7 янв. - С.4.
- Молитва: Стихотворение // Весёловский вестник. - 2000. - 14 янв. - С.5.
- К 2000-летию Христианства: Размышления о реальном существовании Сына Человеческого // Весёловский вестник. - 2000. - 28 янв. - С.6.
- Мать: Рассказ: Из архива писателя В.А. Потапова // Весёловский вестник. - 2000. - 4 февр. - С. 4.
- За "языком" по подземному ходу: О ветеране войны Н.А. Голосном // Весёловский вестник. - 2000. - 18 февр. - С.3.
- Разбойник: Новелла // Весёловский вестник. - 2000. - 18 февр. - С.6.
- Как звери мост строили: Рассказ // Весёловский вестник. - 2000. - 19 мая. - С. 6.
- Помню всё, что было...: Отрывок из романа "Песня странника" // Весёловский вестник. - 2000. - 30 июня. - С. 4.
- Рифма. Из краткого пособия для начинающих поэтов: Шутка // Весёловский вестник. - 2000. - 21 июля. - С. 8.
- Кукушкины слезки: Рассказ // Весёловский вестник. - 2000. - 11 авг. - С. 5.
- О происхождении поэзии: (Отрывок из романа "Факел гонца") // Весёловский вестник. - 2000. - 13 окт. - С. 6.
- Берёзка: Невыдуманные рассказы // Весёловский вестник. - 2000. - 28 дек. - С. 5.
- Далекое и близкое: Освобождение Весёлого (январь 1943 года) // Весёловский вестник. - 2001. - 19 янв. - С. 4.
- Жених с соседнего хутора:Рассказ // Весёловский вестник. - 2001. - 2 февр. - С. 6.
- Доктор зелёных наслаждений: Рассказы о природе // Весёловский вестник. - 2001. - 1 июня. - С. 6.
- Корреспондент: Стихи // Весёловский вестник. - 2004. – 9 янв. - С. 1.
- Русские на "Титанике": Семейное предание // Весёловский вестник. - 2004. – 25 февр. - С. 4.
- Окно: Стихотворение // Весёловский вестник. - 2004. – 3 марта. - С. 4.
- Типично московский случай: Юмореска // Весёловский вестник. - 2004. – 14 апр. - С. 3.
- Кукушкины слёзки: Рассказ // Весёловский вестник. - 2004. – 26 авг. - С. 4.